# Liste des gouverneurs du Languedoc
Le gouverneur du Languedoc a longtemps eu le rôle d'un commandant militaire, doté de grands pouvoirs en Languedoc. Il est d'abord qualifié de lieutenant du roi, et il semble que sa fonction devienne plus ou moins permanente à partir du comte d'Armagnac (1352). À quelques rares exceptions, il était choisi par le roi parmi les membres de la maison de France ou de grands seigneurs. Après l'exécution du dernier duc de Montmorency (1632), puis la Fronde, le traité des Pyrénées qui prévoyait l'annexion du Roussillon et la disparition progressive des menaces venant de l'Espagne, avec la montée en puissance du pouvoir royal, leur rôle fut de plus en plus effacé et se réduisit à celui de pure représentation, le gouverneur ne résidant plus en Languedoc à partir du duc du Maine.

## Lieutenants du roi en Languedoc
| Date        | Lieutenant du roi                                     | Armoiries | Commentaire |
| ----------- | ----------------------------------------------------- | --------- | --- |
| 1339 - 1345 | Jean de Marigny (vers 1260-1351), évêque de Beauvais. |           | Jean de Marigny est un prélat évêque de Beauvais (1313-1347) puis archevêque de Rouen (1347-1351). Il devient en 1347 vice-roi du Languedoc. Il est chancelier par intérim du roi en 1329 et président de la chambre des comptes (1343-1344). |

## Gouverneurs du Languedoc de 1352 à la Révolution
| Date                                       | Gouverneur | Armoiries | Commentaire |
| ------------------------------------------ | --- | --- | --- |
| 1352 (novembre)                            | Jean Ier (1311-1373), comte d'Armagnac.                                                                                         | | |
| 1357 (14 décembre)                         | Jean de Valois (1340-1416), comte de Poitiers.                                                                                  | | Jean de Poitiers, futur duc de Berry, avait déjà été nommé (mai 1356) par son père le roi Jean le Bon avant sa captivité en Angleterre, mais n'avait pu se rendre en Languedoc. Le comte d'Armagnac avait continué à représenter la couronne. Le roi le confirma par des lettres données à Windsor. Le comte de Poitiers partit à son tour en Angleterre en août 1360 comme otage, en échange de la liberté du roi. |
| 1360 (dès le 27 février) ou 1361 (janvier) | Robert de Fiennes (1308-1385), connétable de France.                                                                            | | Cité comme gouverneur dans un acte du 27 février 1360 à Beaucaire. |
| 1361 (novembre)                            | Arnoul d'Audrehem (entre 1302 et 1307-1370), maréchal de France.                                                                | | Confirmé le 13 août 1362. |
| 1364 (novembre)                            | Louis de Valois (1339-1384), duc d'Anjou.                                                                                       | | Rappelé en mai 1380. |
| 1380 (août)                                | Gaston Fébus, (1331-1391) comte de Foix.                                                                                        | | Bertrand Du Guesclin avait d'abord été nommé, mais il mourut de maladie en route, au siège de Châteauneuf-de-Randon (13 juillet 1380). |
| 1380 (19 novembre)                         | Jean de Valois (1340-1416), duc de Berry.                                                                                       | | Nommé pour la seconde fois par le conseil de régence établi à la suite de la mort de son frère Charles V. Il rencontra de grandes difficultés à se faire reconnaître contre le comte de Foix, et il dut s'imposer par la force. Il fut destitué par le roi Charles VI vers Pâques 1390. |
| 1390 (décembre)                            | Louis de Sancerre (v. 1341-1402), maréchal de France.                                                                           | | Il est le principal des commissaires nommés par le roi Charles VI pour gouverner le Languedoc ; les autres sont Pierre, seigneur de Chevreuse ; Pierre Mensart, chevalier ; maîtres Jean de Longueil, Jean La Vielle et Jean de Vite. |
| 1401 (9 mai)                               | Jean de Valois (1340-1416), duc de Berry.                                                                                       | | Nommé pour la troisième fois. Destitué en avril 1411. |
| 1411-1413                                  | Vacance (durant cette période, un collège de commissaires administre le Languedoc au nom du roi).                               | Vacance (durant cette période, un collège de commissaires administre le Languedoc au nom du roi).                               | Vacance (durant cette période, un collège de commissaires administre le Languedoc au nom du roi). |
| 1413 (4 février)                           | Boucicaut (1364-1421), maréchal de France.                                                                                      | | |
| 1413 (21 octobre)                          | Jean de Valois (1340-1416), duc de Berry.                                                                                       | | Nommé pour la quatrième fois. Conserve le gouvernement de Languedoc jusqu'à sa mort (15 juin 1416). |
| 1416-1419                                  | Vacance | Vacance | Vacance |
| 1419 (20 janvier)                          | Jean Ier (1382-1436), comte de Foix.                                                                                            | | Nommé simultanément par le dauphin Charles (décembre 1418) et le roi Charles VI (janvier 1419). |
| 1420 (janvier)                             | Le dauphin Charles retire le gouvernement de la province au comte de Foix et vient en personne en Languedoc jusqu'en juin 1420. | Le dauphin Charles retire le gouvernement de la province au comte de Foix et vient en personne en Languedoc jusqu'en juin 1420. | Le dauphin Charles retire le gouvernement de la province au comte de Foix et vient en personne en Languedoc jusqu'en juin 1420. |
| 1420 (21 août)                             | Charles Ier de Bourbon (1401-1456), comte de Clermont.                                                                          | | Nommé par le dauphin Charles. |
| 1424 (début)                               | Jacques II de Bourbon (1370-1438), comte de la Marche, roi de Jérusalem et de Hongrie.                                          | | |
| 1425 (6 janvier)                           | Jean Ier de Foix, comte de Foix.                                                                                                | | Rétabli gouverneur par le roi Charles VII, jusqu'à sa mort (4 mai 1436). |
| 1436-1440                                  | Vacance (durant cette période, Charles VII ou le dauphin Louis, administrent le Languedoc sur place à plusieurs reprises).      | Vacance (durant cette période, Charles VII ou le dauphin Louis, administrent le Languedoc sur place à plusieurs reprises).      | Vacance (durant cette période, Charles VII ou le dauphin Louis, administrent le Languedoc sur place à plusieurs reprises). |
| 1440 (5 juillet)                           | Charles IV d'Anjou (1414-1472), comte du Maine.                                                                                 | | Représenté en Languedoc par Tanneguy IV du Chastel. |
| 1466 (5 juin)                              | Jean II de Bourbon (1426-1488), duc de Bourbon et d'Auvergne.                                                                   | | |
| 1488 (29 avril)                            | Pierre II de Bourbon (1439-1503), sire de Beaujeu, duc de Bourbon.                                                              | | En survivance de son père. |
| 1503-1512                                  | Vacance | Vacance | Vacance |
| 1512 (septembre)                           | Charles III de Bourbon (1490-1527), duc de Bourbon, connétable de France.                                                       | | Le connétable de Bourbon était le beau-fils de Pierre de Beaujeu. Après que son complot contre François Ier eut été éventé (août 1523), il fuit de France. Son procès fut fait par contumace, et il fut privé de ses biens et de ses charges. |
| 1526 (23 mars)                             | Anne de Montmorency (1492-1567), duc de Montmorency.                                                                            | | |
| 1563 (12 mai)                              | Henri Ier de Montmorency (1534-1614), duc de Montmorency.                                                                       | | En survivance de son père, Anne de Montmorency. Fait construire à Pézenas le château de la Grange-des-Prés. |
| 1614 (2 avril)                             | Henri II de Montmorency (1595-1632), duc de Montmorency.                                                                        | | En survivance de son père Henri Ier de Montmorency. Exécuté à Toulouse pour rébellion. |
| 1632 (30 octobre)                          | Henri de Schomberg (1574-1632), maréchal de France.                                                                             | | Mort d'une attaque d'apoplexie un mois après avoir été nommé. |
| 1633 (septembre)                           | Charles de Schomberg (1601-1656), duc d'Halluin, maréchal de France.                                                            | | En survivance de son père, Henri de Schomberg. |
| 1644 (24 avril)                            | Gaston de France (1608-1660), duc d'Orléans.                                                                                    | | Aussi lieutenant-général du roi en Languedoc. |
| 1660 (28 février)                          | Armand de Bourbon (1629-1666), prince de Conti.                                                                                 | | |
| 1666 (22 mars)                             | Henri de Bourbon (1601-1682), duc de Verneuil.                                                                                  | | Bâtard de Henri IV. |
| 1682                                       | Louis Auguste de Bourbon (1670-1736), duc du Maine.                                                                             | | Le duc du Maine, bâtard de Louis XIV, était mineur lorsqu'il a été nommé gouverneur du Languedoc. |
| 1737                                       | Louis-Auguste de Bourbon (1700-1755) , prince de Dombes.                                                                        | | En survivance de son père le duc du Maine. |
| 1755                                       | Louis-Charles de Bourbon (1701-1775), comte d'Eu.                                                                               | | En survivance de son frère le prince de Dombes. |
| 1775 (27 juillet)                          | Louis Antoine de Gontaut (1700-1788), duc de Biron.                                                                             | | Dernier gouverneur de Languedoc. Mort le 29 octobre 1788, il ne fut pas remplacé. |

## Sources
- Dom Claude Devic, dom Joseph Vaissète, Histoire générale de Languedoc, vol. IX (1271-1443), Toulouse, Privat, 1885 (réimp. 2004) (ISBN 978-2-84575-170-5)
- Dom Claude Devic, dom Joseph Vaissète, Histoire générale de Languedoc, vol. XI (1443-1642), Toulouse, Privat, 1889 (réimp. 2004) (ISBN 978-2-84575-172-9)
- Dom Claude Devic, dom Joseph Vaissète, Histoire générale de Languedoc, vol. XIII (1643-1789), Toulouse, Privat, 1877 (réimp. 2005) (ISBN 978-2-84575-174-3)
- Jean Duquesne, Dictionnaire des gouverneurs de province : novembre 1315-février 1791, Paris, Éd. Christian, 2003, 331 p. (ISBN 978-2-86496-099-7, LCCN 2003442343)